# 指数層系列
指数層系列（しすうそうけいれつ、exponential sheaf sequence）（指数完全系列とも言う）は、数学では複素幾何学で使われる層（コホモロジー）の基本的な短完全系列のことである。
M を複素多様体とし、M 上の正則函数の層を OM と記し、0 にならない正則函数からなる部分層を OM* と表すとする。これらは両方とも、アーベル群の層である。指数函数は層の準同型
{\displaystyle \exp :{\mathcal {O}}_{M}\to {\mathcal {O}}_{M}^{*},}
をもたらす。正則函数 f に対し、exp(f) は 0 にならない正則函数であり、exp (f + g) = exp (f) exp (g) となるので、この準同型の核は、M 上の整数 n で 値 2πin を持つ局所定数函数の層 2πiZ である。指数層系列は、従って、
{\displaystyle 0\to 2\pi i\,\mathbb {Z} \to {\mathcal {O}}_{M}\to {\mathcal {O}}_{M}^{*}\to 0}
である。ただし、この指数写像は、いつも切断上で全射とは限らない。指数層系列を見るには、たとえば、M を複素平面上の穴あき円板とすると、指数写像は、茎上で全射である。点 P で g(P) ≠ 0 を満たすような正則函数の芽(germ) g が与えられると、P の近傍で g の対数として取ることができる。層コホモロジーの長完全系列は、M の任意の開集合 U に対し、完全系列
{\displaystyle \cdots \to H^{0}({\mathcal {O}}_{U})\to H^{0}({\mathcal {O}}_{U}^{*})\to H^{1}(2\pi i\,\mathbb {Z} |_{U})\to \cdots }
が得られることを示している。ここに H0 は単に U 上の切断を意味し、層コホモロジー H1(2πiZ|U) は U の特異コホモロジーである。従って、関連する準同型は、一般化された回転数であり、U が可縮であることを妨げる度合いを測っている。言い換えると、0 にならない正則函数の大域的対数をとることができ、局所的には常に完全系列がえられるための位相的障害が存在する。
この系列の別の結果は、系列
{\displaystyle \cdots \to H^{1}({\mathcal {O}}_{M})\to H^{1}({\mathcal {O}}_{M}^{*})\to H^{2}(2\pi i\,\mathbb {Z} )\to \cdots }
が完全系列性である。ここに、H1(OM*) は、M 上の正則ラインバンドルのピカール群と同一視することができる。この準同型は、ラインバンドルを第一チャーン類へ写像する。